# Ithaca - L'attesa di un ritorno
Ithaca - L'attesa di un ritorno (Ithaca) è un film del 2015 diretto da Meg Ryan.
Pellicola statunitense basata sul romanzo The Human Comedy di William Saroyan del 1943 (su questo libro è basato anche il film La commedia umana di Clarence Brown del 1943).

## Trama
Ithaca, Valle di San Joaquin, 1942. Il quattordicenne Omero Macauley sogna di diventare il più veloce messaggero del telegrafo in bicicletta. Il fratello maggiore è partito in guerra, lasciando a Omero il compito di accudire la madre vedova, la sorella maggiore e il fratellino di 4 anni. 
Con il passare delle stagioni, il ragazzo recapita messaggi d'amore, speranza, dolore e di morte ai cittadini di Ithaca. Tuttavia, un giorno egli stesso troverà un messaggio che gli cambierà la vita.